# Tonje Brenna
Tonje Brenna, född 21 oktober 1987 i Oslo, är en norsk politiker för Arbeiderpartiet. Hon är Norges arbetsminister sedan 16 oktober 2023 och vice partiordförande i Arbeiderpartiet sedan 5 maj 2023.

## Biografi
Brenna växte till en början upp i stadsdelen Holmlia i Oslo. När hon var tolv flyttade familjen till Jessheim nordost om Oslo. Efter ett möte med tidigare AUF-ordföranden Anniken Huitfeldt gick Brenna som sjuttonåring med i Arbeiderparties ungdomsförbund AUF. 2010–2012 var hon generalsekreterare i förbundet, och hon var en av de överlevande vid terrorattentatet på Utøya 2011.
Hon var Arbeiderpartiets toppkandidat i fylkesvalet 2019 i det nybildade Viken fylke, och ledde fylkesrådet (dvs var fylkets högsta politiska ledare) från 2020.
Efter att den Arbeiderpartiledda oppositionen vunnit stortingsvalet 2021 utsågs Brenna till kunskapsminister, med ansvar för bland annat grund- och gymnasieskola, i regeringen Støre. Efter två år på posten blev hon i oktober 2023 istället arbetsmarknads- och integrationsminister (arbeids- og inkluderingsminister). Under våren 2023 hade hon även valts till en av två vice partiordförande (nestleder) i Arbeiderpartiet.